# ویلی اندرسون (بازیکن بسکتبال)
ویلی اندرسون (انگلیسی: Willie Anderson؛ زاده ۸ ژانویهٔ ۱۹۶۷) یک ورزشکار اهل ایالات متحده آمریکا است.